# Iacov Godelman
Iacov Godelman (în rusă Яков Годельман; n. 28 aprilie 1933, Vărzărești, raionul Nisporeni, Republica Moldova) este un evreu basarabean, fost om de știință, geograf și ecolog sovietic moldovean.

## Biografie
S-a născut în satul Vărzărești din județul Lăpușna, Basarabia (România interbelică). A absolvit Facultatea de Biologie și Știință a Solului a Universității de Stat din Chișinău în 1956. În anii 1956-1959 a lucrat în cadrul Departamentului de amenajare a terenurilor pe lângă Ministerul Agriculturii din RSS Moldovenească (RSSM). În 1961-1965 a fost șeful „detașamentului” de cercetare a solului al Institutului de Proiectare și Administrare a terenului din RSSM. În 1965-1976 a activat în cadrul Institutul de Cercetări „Moldgiprozem”. În anii 1976-1980, a fost cercetător principal în Departamentul de evaluări funciare al Institutului de Cercetări din RSSM. Din 1980, cercetător principal al Departamentului de Ecologie al Institutului de Cercetări pentru Viticultură și Vinificație „Vierul” din RSSM. În 1991 a emigrat în West Hollywood, Statele Unite.
Este doctor în științe agricole (pe tema „Studiul structurii acoperirii solului ca bază științifică pentru cartarea, evaluarea și organizarea utilizării sale agricole”, 1983). Lucrările sale științifice sunt dedicate metodelor de cartografiere a solului, agro-grupare a solurilor pentru viticultură, clasificare ecologică complexă (el a fost primul care a efectuat o astfel de clasificare a terenurilor pentru teritoriul Moldovei), baza teritorială pentru programarea recoltei de struguri, structura acoperirii solului, ecologia viticulturii; a studiat metodele de procesare matematică a materialelor în agricultură, a dezvoltat un model de ampelobiogeocenoză..